# 坂東慧子
坂東 慧子（ばんどう さとこ、1984年3月13日 - ）は日本の女子ボート（ローイング）選手。香川県出身。
香川県立小豆島高等学校、東京外国語大学外国語学部ポーランド語学科卒。中部電力所属。香港で開催された2009年東アジア競技大会にて晦日尚子とともにボート女子軽量級ダブルスカルで銀メダルを獲得した。